# Porro (blaasinstrument)
Porro is een vorm van blaasmuziek die zijn oorsprong vindt in Sucre, Córdoba en Bolívar. De ensembles van koperinstrumenten vinden hun oorsprong in de Europese militaire blaaskapellen. Belangrijke porro-groepen zijn Banda de 11 Enero, La Sonora Cienaguera, Orquesta Climaco Sarmiento en Pedro Laza y sus Pelayeros.